# Olenecamptus adlbaueri
Olenecamptus adlbaueri es una especie de escarabajo longicornio del género Olenecamptus, categorizada en la tribu Dorcaschematini, de la subfamilia Lamiinae. Fue descrita por Bjørnstad & Minetti en 2010.

## Descripción
Mide 11,5-17 mm de longitud.

## Distribución
Se distribuye por Tanzania.